# Larouco
Larouco és un municipi de la província d'Ourense a Galícia. Pertany a la Comarca de Valdeorras.
| 1.618 | 1.813 | 1.576 | 1.102 | 610 | 557 | 427 |
| Fonts: INE i IGE (Els criteris de registre censal variaren i les dades de l'INE i de l'IGE poden no coincidir.) |       |       |       |     |     |     |

## Subdivisions municipals
| CP    | Parròquia                           | Entitat de població         | Població (2009) |
| ----- | ----------------------------------- | --------------------------- | --------------- |
| 32358 | Larouco (Santa María)               | Larouco                     | 378             |
| 32358 | Seadur (Santa Mariña)               | Seadur                      | 104             |
| 32370 | Freixido (Sagrado Corazón de Xesús) | Caseta, A                   | 18              |
| 32370 | Freixido (Sagrado Corazón de Xesús) | Freixido                    | 68              |
| 32371 | Portomourisco (San Víctor)          | Portela de Portomourisco, A | 13              |